# Lonnenbach
Der Lonnenbach ist ein Bach im saarländischen Landkreis Merzig-Wadern auf dem Gebiet der Gemeinde Perl und ein knapp fünf Kilometer langer, ostsüdöstlicher und rechter Zufluss der Mosel.

## Verlauf
Der Lonnenbach entspringt westlich des Perler Ortsteils Sinz und mündet nordwestlich des Perler Ortsteils Nennig von rechts in die Mosel.